# Hylaeus ibericus
Hylaeus ibericus är en biart som beskrevs av Dathe 2000. Hylaeus ibericus ingår i släktet citronbin, och familjen korttungebin. Inga underarter finns listade i Catalogue of Life.